# Kashyapa
En el marc de l'hinduisme, Kashyapa fou un antic savi, que esdevingué un dels saptarxis ('set savis') i el progenitor de tota la humanitat.

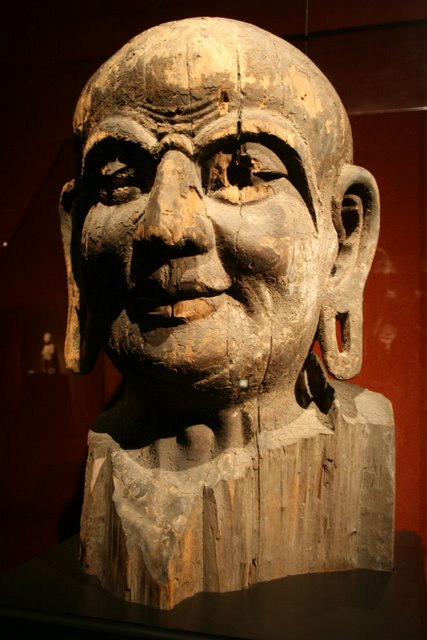
Un cap xinés esculpit en fusta representa Kashyapa; dinastia tang (618-907)

- caśyapa, en el sistema AITS (alfabet internacional per a la transliteració del sànscrit).
- कश्यप, en escriptura devanagari del sànscrist.
- Pronúncia: /kashiápa/.[1]

Els altres saptarxis eren:
- Atri,
- Vasishtha,
- Vixua Mitra,
- Gotama Rixi,
- Yamadagni,
- Baraduaja[2]

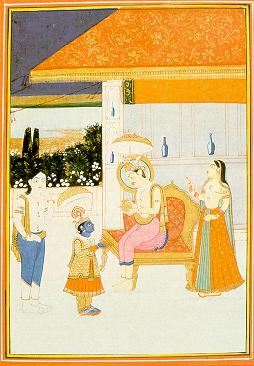
L'avatar Vamanadev (fill de Rixi Kashyapa amb Aditi) a la cort del rei Bali

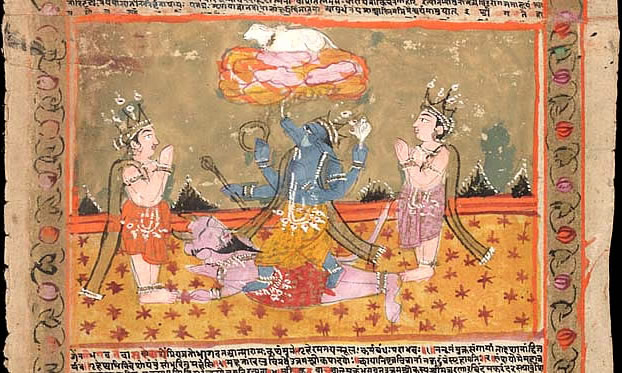
El avatara Varaja mata a Hiraniakxa

En devanagari s'escriu कश्यप i caśiapa ensànscrit.
Segons la mitologia hindú, era el pare dels deva, asura, naga i de tota la humanitat. és consort d'Aditi, amb qui és pare d'Agni, els Aditia, i el més important: del déu Vixnu, que nasqué amb el nom de Vamana (l'avatar nan), com a fill d'Aditi, en el setè manu antara.
Amb la seua segona esposa, Diti, va tenir els daitia (dimonis).
Diti i Aditi eren filles del rei Dakxa Prajapati i germanes de Dakxaiani (esposa del poderós asceta Xiva).
Kashyapa rebé el món de mans de Paraxurama, que l'havia conquistat en matar el rei Kartaviria Arjuna, i des d'aquest moment la Terra s'anomena Kashyapi.
Hi ha un Kashyapa autor del tractat Kashiapa Samhita (o Braddha Yivakíia Tantra), que es considera un llibre de referència clàssic sobre l'Aiurveda, sobretot pediatria, ginecologia i obstetrícia.
Se suposa que hi hagué diversos Kashyapa i que el nom indica l'estatus i no un individu.

## Naixement i llinatge de Kashyapa
Kashyapa era fill de Marici, que era un dels deu manasaputra (fills mentals) del déu creador Brama.
El seu sogre era el prajapati Dakxa, que havia tingut tretze filles:
1. Aditi
2. Diti
3. Kadru
4. Danu
5. Arixta
6. Surasa
7. Surabhi
8. Vinata
9. Tamra
10. Krodhavasa
11. Ida
12. Khasa
13. Muni[7]

### Fills de Kashyapa
- Els seus fills amb Aditi (els Aditia) foren:
  - Amxa,
  - Ariaman,
  - Bhaga,
  - Dhuti,
  - Mitra,
  - Puxan,
  - Xakra,
  - Savitar,
  - Tvastar,
  - Varuna,
  - Vixnu i
  - Vivasvat.[7]

Ells començaren la dinastia solar (Suria vanxa), que més tard es coneixeria com la dinastia Ikxuaku, després del seu besnet, el rei Ikxuaku, els reis següents en foren Kukxi,
Vikukxi,
Bana,
Anarania,
Prithu,
Trixanku i
Raghu, 
després del qual la dinastia es deia raghu vanxa (dinastia de Raghu), en què apareixeria el rei Rama, fill del rei Dasharatha.
- Fills amb la seua esposa Diti:
  - Hiraniakaxipu (dimoni que fou mort pel déu lleó Narasimja; van tenir quatre fills: Anujlada, Jlada, Prajlada i Sanjlada, que van estendre els daitia).
  - Hirania Akxa (dimoni mort pel déu senglar Varaha).
  - Sinka (filla que més tard es casa amb Viprachitti).
- Fills amb la seua esposa Vinata:[9]
  - Garuda (l'au portadora de Vixnu) i
  - Aruna (el màgic conductor del déu del Sol).
- Fills amb la seua esposa Kadru:
  - naga (serps humanes).
- Fills amb la seua esposa Danu:
  - dánavas (dimonis).
- Fills amb la seua esposa Muni:
  - apsara (segons el Bhagavatapurana).

En la línia familiar de Kashyapa, hi ha altres dos creadors de mantres (a part d'ell):
- Avatsara i els seus dos fills (nets de Kashiapa).
  - Nidhruva i
  - Rebha
- Asita
  - Shandili, que no va ser escriptor de mantres però començà la famosa dinastia Shandilia.

## Vall de Kashyapa

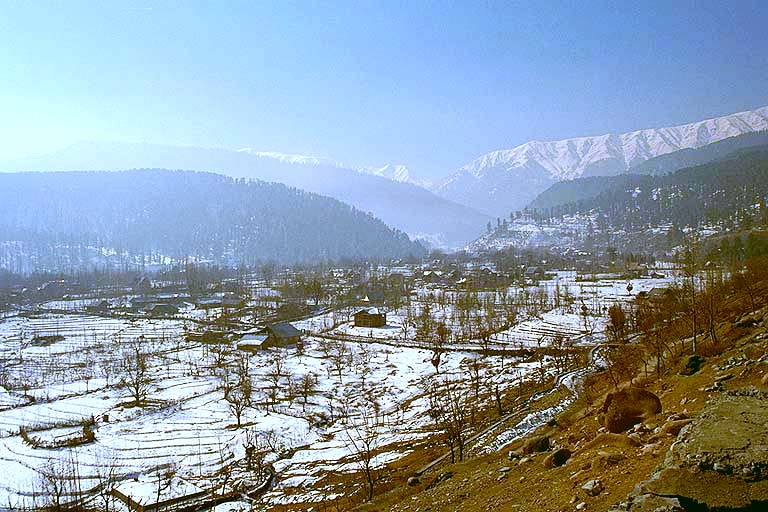
La vall de Kashmir

Es creu que la vall i el Caixmir (a l'Himàlaia) reberen el nom de Kashyapa.
Conta la llegenda que l'actual vall de Caixmir era un immens llac d'altura que anomenat Kashyap-mira ('mar de Kashyapa'). Kashyapa manà drenar-lo i hi restà una bella vall. Amb el temps el seu nom esdevingué Kash-mir.

## En altres manuantara
Kashyapa es va convertir en un dels saptarxis en l'actual període manuantara (que dura milions d'anys abans de tornar a repetir-se).
En el període manuantara (‘dins [del període] d'un manu) anomenat Suarocixa, Kashyapa era un dels set savis principals.